# فهرست نمایندگان دوره شانزدهم مجلس افغانستان
فهرست نمایندگان دوره شانزدهم مجلس افغانستان که در انتخابات مجلسی سال ۱۳۸۹ توانستند به مجلس راه پیدا کنند. مجلس افغانستان ۲۴۹ عضو دارد. نام‌های همه نمایندگان این دوره از قرار فهرست زیر است:

## فهرست نام‌ها
فهرست نام‌های نمایندگان دوره هفدهم مجلس افغانستان: